# Volks- und Raiffeisenbank Saarpfalz
Die Volks- und Raiffeisenbank Saarpfalz eG war eine Genossenschaftsbank im Saarpfalz-Kreis (Saarland) mit Sitz in Homburg. Im Jahr 2022 fusionierte die Bank auf die Bank 1 Saar.

## Geschichte
Die Volks- und Raiffeisenbank Saarpfalz eG entstand im Jahr 2015 aus der Fusion der Volksbank Saarpfalz eG und der VR Bank Saarpfalz eG. Das Geschäftsgebiet erstreckte sich über fast den gesamten Saarpfalz-Kreis. Im Juni 2022 beschlossen die außerordentlichen Vertreterversammlungen der Bank 1 Saar eG und der Volks- und Raiffeisenbank Saarpfalz eG die Fusion ihrer Banken. Die Eintragung der Fusion ins Genossenschaftsregister erfolgte am 2. August 2022. Die drei Raiffeisenmärkte werden auch nach dieser Fusion fortgeführt. Die Standorte befinden sich in Webenheim, Ormesheim und Bliesmengen-Bolchen. 